# شر النفوس (مسلسل)
شر النفوس مسلسل كويتي بث في رمضان 1429هـ/ 2008، من بطولة نخبة من الفنانين الكويتيين، وعرض على قناة إم بي سي. يدور حول شاب ابن عائلة غنية وتملك ثروة يتم إستدراجه بالسحر من عائلة فقيرة تبحث عن الثراء بأخبث الطرق عن طريق وضع السحر له في الاكل ثم امام منزله حتى يتلبس به الجان ويصبح كاللعبة بيد العائلة الفقيرة خصوصاً الام القاسية والإستغلالية وذلك حتى يصبح كالعبد المأمور بيد العائلة وذلك بعدما يتزوج ابنتهم ويصرف مبالغ هائله بسرعه وبدون تردد حتى إنه يبيع أغلى ممتلكاته مثل المنزل والشركة بعدما أخذ التوكيل من أمه التي أودعها في دار العجزة.

## فريق العمل
- سعد الفرج
- أسمهان توفيق
- نايف الراشد
- أمل العوضي
- أمل عباس
- هبه الدري
- محمد الفلاح
- أحمد الخميس
- نواف الفجي
- مونيا
- فاطمة العبد الله
- الجوهرة

## تأليف
- نايف الراشد

## منتج منفذ
- نايف الراشد

## إخراج
- فيصل شمس

## شر النفوس 2
مسلسل كويتي عرض في رمضان 1430 هـ الموافق عام 2009، عرض على قناة إم بي سي 1.

### البطولة
| الممثل(ة)        |  |
| ---------------- |  |
| سعد الفرج        |  |
| أمل عباس         |  |
| أسمهان توفيق     |  |
| نايف الراشد      |  |
| أحمد الجديعي     |  |
| ريما شعار        |  |
| رامي العبد الله  |  |
| فاطمة العبد الله |  |
| أمل محمد         |  |
| شروق الصالح      |  |
| منى فالح         |  |

## شر النفوس 3
هو مسلسل كويتي درامي، أنتج في سنة 2010, وهو من إخراج وأنتج وبطولة نايف الراشد, من المقرر عرضه في رمضان 1431 هـ.

## البطولة
| الممثل(ة)           |  |
| ------------------- |  |
| نايف الراشد         |  |
| مريم الصالح         |  |
| انتصار الشراح       |  |
| عبد الإمام عبد الله |  |
| محمد الفلاح         |  |
| ندى دبوق            |  |
| هند البلوشي         |  |
| شيماء علي           |  |
| أمل العنبري         |  |
| مرام                |  |
| شمس العيدان         |  |